# Хасле (Люцерн)
Хасле (нем. Hasle LU) — коммуна в Швейцарии, в кантоне Люцерн. 
Входит в состав округа Энтлебух. Население составляет 1704 человека (на 31 декабря 2006 года). Официальный код — 1005.